# 佐田慎介
佐田 慎介（さだ しんすけ、1976年9月8日 - ）は、日本のミュージシャン。ギタリスト、アレンジャーを務めていた。北海道出身。O型。182cm

## 来歴
1997年に米国ボストンのバークレー音楽院に留学。Abigail Aronson(g)、Jim Kelly(g)、Bret Willmott(g)、Tomo Fujita(g)などに師事した。在学中より数々のセッション、ギグ、レコーディングに奔走する。2001年4月に卒業した。
帰国後札幌を中心に活動する傍ら、札幌サウンドアート専門学校にて、ギターコース、アンサンブルコース、音楽理論コースの講師をつとめるが、2005年7月より東京に拠点を移す。10月、Vocal,GuitarからなるAcid Jazzユニット Original Flava（オリジナル フラヴァ）として、Wess Recordsよりメジャーデビュー。
2014 BillboardLive Tokyo 単独公演、2015 DDA フィリピン マニラでの海外公演を大喝采に終え、世田谷パブリックシアターでの公演を大成功に終える。
タップダンサー浦上雄次が率いるTAPDANCERIZEの主要メンバーとしても活動している。
【DEAN FUJIOKA 】
1st Japan Tour 2018. 
1st Asia Tuor 2019 ギタリストとして参加

## Works （ライブサポート、プロデュース、作曲、編曲）

### ライブ / レコーディング
- ALBNOTE
- インスパイアオメガトライブ
- 浦上雄次 (SUJI TAP)
- 大澤拓也 (ex Cannabis)
- 加藤哉子 (ex Cannabis)
- 片桐仁 from ラーメンズ
- ellie（ex ラブ・タンバリンズ）
- CANA from SOTTE BOSSE
- KEi
- 小泉真也
- コブクロ
- SATOMI'
- サラ オレイン
- SHIFT
- 清水夏生
- Sora & Se'n
- 田村芽実
- DJ TAMA a.k.a SPC FINEST
- DEAN FUJIOKA
- ハーゲンダッツTrack
- バイオレントイズサバンナ
- paris match
- hiro:n
- 福原美穂
- 三浦涼介
- 安田顕 fromTEAM NACS
- yu-u
- YOSHIKA from SoulHead

### TVCM
- キユーピーハーフ 福山雅治出演 TVCM (Guitar)
- Sony Wireless Speakers TVCM (Guitar)
- MAZDA Demio インテル長友選手出演TVCM (Guitar)
- FUJI MEGANE TVCM（楽曲提供）[1]
- 弁護士法人法律事務所アクティブイノベーション TVCM 『メッセージ編』『フルスイング編』『AIが力になる編』『全力疾走編』日本ハムファイターズ・稲葉篤紀選手出演（楽曲提供）
- TVh（テレビ北海道）×Kracieの北海道限定「いち髪」ご当地CM（楽曲提供）

### TV出演
- ミュージックステーション
- ミュージックステーションスーパーライブ
- カウントダウンTV
- ベストヒット歌謡祭
- おにぎりあたためますか
- Eテレ シャキーン番組内『ハイテンション サラリーマン』 (Guitar)